# كريمسون إيديتور (محرر نصوص)
كريمسون إيديتور هو محرر نصوص يصنف ضمن عائلة البرمجيات الحرة و يعمل على أنظمة ميكروسوفت ويندوز و هو مخصص للقيام بتحرير الشيفرات المصدرية لبرامج الحاسوب.

## المزايا والوظائف
تتعدد مزايا هذا المحرر ووظائفه و نسرد تالياً بعضاً منها:
- دعم الاندماج مع غلاف (قشرة) نظام التشغيل ويندوز.
- واجهة مستخدم تدعم النوافذ المبوبة على شكل ألسنة.
- دعم تمييز الصيغة (تعليم الصيغة).
- القدرة على استرجاع واستلحاق حالة التحرير لعدة مرات.
- دعم نمط التحرير العامودي.
- دعم تمييز مطابقة الأقواس.
- دعم إزاحة النصوص بشكل تلقائي.
- مدقق إملائي.
- دعم القدرة على تغيير الملفات وحفظ التغييرات باستخدام بروتوكول نقل الملفات (FTP).
- دعم الاندماج مع مترجمات لغات البرمجة.
- دعم محدود لليونيكود (تكمن محدوديته بدعمه للنصوص التي تستخدم نظام التشفير الافتراضي في نظام ويندوز).
- دعم استخدام الماكروهات.
- عرض شجري لمحتويات المجلدات.

## لغات البرمجة المدعومة
في الإصدارة 3.70 و ما تلاها من نسخ أصبح كريمسون إيديتور يدعم العديد من لغات البرمجة ونسرد تالياً بعضاً منها:
- أدا (Ada).
- إيه أس بي (ASP).
- لغة التجميع (Assembly).
- أوتو إت (AutoIt).
- باتش (Batch) -لاحظ هنا أننا نسرد ملفات ال (Batch) و الحديث ليس عن ملفات ال (Patch)-
- سي (C Programming Language).
- سي++ (C++ Programming Language).
- سي شارب أو ما يعرف بسي # (C# Programming Language).
- كاميل (OCaml).
- كوبول (COBOL)
- صفحات الطرز المتراصة أو ما يعرف ب (Cascading Style Sheets) و تختصر بالتعبير (CSS)
- دي (D Programming Language).
- فلاش أكشن سكربت (Flash ActionScript).
- فورتران (Fortran).
- هاسكل (Haskell).
- أتش تي أم أل أو ما يعرف بلغة رقم النص الفائق (HTML).
- جافا (JAVA)
- جيه أس بي أو ما يعرف بصفحات خادم جافا (JSP).
- كيكستارت (KiXtart).
- ليسب (LISP).
- لوا (Lua).
- ماتلاب (Matlab).
- ملفات اَي أن اَي (INI file).
- أنسيس (NSIS).
- أوبجيكتيف سي (Objective-C).
- بيرل (Perl).
- بي إتش بي (PHP).
- بوست سكريبت (Postscript).
- بايثون (Python).
- روبي (Ruby).
- أس كيو أل (SQL).
- تي سي إل أو ما تعرف بتيكل (TCL).
- لاتخ أو ما يعرف بتيكس (LaTeX).
- فيجيوال بيسيك (Visual Basic).
- في أتش دي أل (VHDL).
- فيري لوغ (Verilog).
- أكس أم أل (XML).